# Gisèle Saltet d'Alzon-Maradène
Pour les articles homonymes, voir Alzon et Saltet.
Gisèle Maradène (née Saltet le 16 août 1919 à Pont-Saint-Esprit et décédée le 26 février 2013 à Nîmes) est une figure de la Résistance française,,,.

## Biographie
Pendant la Seconde Guerre mondiale, encore étudiante, Gisèle Saltet d'Alzon s'engage dans la France Libre. Dès novembre 1941, elle rejoint Londres et devient active au sein des services de santé de l'Armée. Son numéro d'engagement est le no 2433 D.
Gisèle Saltet d'Alzon est la fille de Jean Francis Saltet d'Alzon, un cadre originaire du Gard (né le 20 juin 1891 à Codognan) qui s'est également engagé dans la résistance extérieure en rejoignant Londres en mars 1942. Elle épousera George Maradène, lui aussi ancien résistant de la France Libre, déporté en Allemagne durant le conflit.